# Кракси, Беттино
Бенедетто (Беттино) Кракси (итал. Benedetto (Bettino) Craxi, 24 февраля 1934 года, Милан, Королевство Италия — 19 января 2000 года, Хаммамет, Тунис) — итальянский политический деятель социал-демократического толка, многолетний лидер и ведущий идеолог Итальянской социалистической партии (ИСП). Председатель Совета министров Италии (1983–1987), первый представитель ИСП на этом посту. 
Ключевой фигурант масштабного коррупционного скандала 1992–1993 годов, приведшего к роспуску партии и значительным изменениям в политической системе страны. Спасаясь от организованного прокурором Антонио ди Пьетро уголовного преследования, бежал из Италии в Тунис, где умер и был похоронен.

## Биография
Родился 24 февраля 1934 года в Милане.
В 19-летнем возрасте вступил в Миланскую федерацию Итальянской социалистической партии и позднее стал одним из её функционеров.
Вошёл в руководство организации «Социалистическая молодёжь»(Gioventù socialista), в 1957 году стал членом Центрального комитета ИСП и активистом автономистского крыла партии. В 1965 году вошёл в правление ИСП (Direzione), где стал добиваться объединения с социал-демократами. В 1970 году стал заместителем секретаря партии, в 1976 году, после тяжёлого поражения социалистов на парламентских выборах, сменил Франческо Де Мартино в должности генерального секретаря ИСП. Кракси, руководя партией, стремился дистанцироваться от коммунистов, которые подвергались критике за их идеологию и связи с СССР, и наладить более тесные отношения с правыми партиями, в том числе ХДП, вместе с которой ИСП в течение почти пятнадцати лет участвовала в правительственных коалициях. В период его руководства произошёл даже отказ Социалистической партии от прежнего символа (серп и молот) в пользу красной гвоздики. К числу наиболее зримых успехов социалистов этого периода стала победа Алессандро Пертини на президентских выборах 1978 года.
С 1968 по 1994 год Кракси состоял в Палате депутатов Италии с 5-го по 11-й созыв. После относительного успеха ИСП на парламентских выборах он сформировал 4 августа 1983 года своё первое правительство, на смену которому 1 августа 1986 года пришло второе правительство Кракси (оно оставалось у власти до 17 апреля 1987 года). В период его управления страной Италия стала пятой по промышленной развитости страной мира, однако инфляция росла крайне быстрыми темпами и государственный долг превышал уровень валового национального продукта. Однако в 1987 году социалисты проиграли выборы.
Когда в 1992 году за получение взятки в 7 миллионов лир был арестован депутат-социалист Марио Кьеза, скандал затронул всю партию. После того, как суд в 1993 году обратился за разрешением на судебное преследование Кракси, последний ушёл в отставку с поста секретаря, а ИСП потерпела серьёзное поражение на местных выборах в Ломбардии. Вскрылось, что Кракси покровительствовал бизнесу многих своих друзей, в том числе Сильвио Берлускони. Несмотря на финансовые проблемы партии, Кракси имел виллу в Тунисе и жил в дорогостоящем римском отеле «Рафаэль». В 1994 году Кракси, стремясь избежать ареста по обвинению в коррупции, бежал в Тунис к авторитарному президенту Бен Али, приходу к власти которого он в своё время способствовал. На родине был приговорён заочно к 27 годам тюрьмы, сокращённым до 9 лет и 8 месяцев.
Скончался 19 января 2000 года от осложнений диабета на своей вилле в Хаммамете (Тунис). После отпевания в соборе St. Vincent de Paul был похоронен на небольшом христианском кладбище в Хаммамете.
На президентских выборах в 2022 году его имя было трижды вписано в избирательный бюллетень.

## Семья
Отец — Витторио Кракси (1906—1992), адвокат.
Мать — Мария Феррари, домохозяйка.
Жена (с 1959 по 2000 год) — Анна Мария Мончини.
- Дочь — Стефания Габриелла Анастасия Кракси[итал.] (род. 25 октября 1960), занялась политикой, была младшим статс-секретарём Министерства иностранных дел в четвёртом правительстве Берлускони (2008—2011). Именно она 19 января 2000 года первой обнаружила тело умершего отца на вилле в Хаммамете[5].
  - Внук — Федерико Нери (род. 1987)
  - Внучки — Бенедетта и Анита Бассетти (род. 1991)

- Сын — Витторио Микеле («Бобо») Кракси[итал.] (род. 6 августа 1964), стал политическим противником сестры — являлся младшим статс-секретарём Министерства иностранных дел во втором правительстве Проди (2006—2008)[6].
  - Внучка — Виттория Кракси
  - Внук — Бенедетто Кракси (род. 1998)